# Большой толстый лжец
«Большой толстый лжец» (англ. Big Fat Liar) — комедия студии Tollin/Robbins и Universal Pictures. Режиссёр фильма — Шон Леви.
В главных ролях — актёры телешоу «Всякая всячина» Фрэнки Муниз и Аманда Байнс.

## Сюжет
14-летний подросток Джейсон Шепард любит обманывать учителей и родителей по поводу школы и домашних заданий. Однажды Джейсон пишет сочинение под названием «Большой толстый лжец», чтобы не остаться в летней школе, вместо того чтобы наслаждаться каникулами. Времени у него до 18:00, то есть 3 часа. И вот, когда сочинение было написано, остаётся 5 минут. Нужно быстро бежать в школу, но, как назло, сегодня утром местный задира отобрал у Джейсона скейт. Он берёт старый детский велосипед старшей сестры и едет, ни на кого не обращая внимания. Его сбивает машина Марти Вульфа, и тот, дабы не было проблем, отвозит Джейсона в школу. Но мальчик забыл сочинение в машине у Вульфа, а Вульф прочитал его и решил воспользоваться этим.
Джейсон остался в летней школе. Узнав из рекламы, что Вульф собирается снять фильм под названием «Большой толстый лжец», Джейсон приходит в ярость от того, что папа ему не верит, что это он всё-таки написал сочинение, а Вульф украл его идею. Хорошо, что родителей не будет несколько дней дома, сестра тоже уходит на все выходные проводить время с парнем. Шепард хочет вернуть доверие отца, и поэтому решает поехать в Лос-Анджелес, где снимается фильм по его сочинению, чтобы заставить Марти Вульфа позвонить отцу мальчика и сказать, что он действительно написал это сочинение. В этом ему помогает подруга Кейли.
Джейсон хотел одного — чтобы Марти Вульф признался родителям и учительнице Джейсона в том, что он украл сочинение. Соответственно, Марти Вульф, неисправимый врун, не захотел считаться с Джейсоном. Тогда Джейсон и Кейли стали всячески вредить ему и превращать его работу в ад. Сначала это не помогало. Потом, совершенно случайно, благодаря секретарю Марти Монти Киркхэму, у них появляется армия из актёров, которых когда-то уволил Марти Вульф, и из тех, которые сейчас там работают, ведь Вульфа ненавидят все за то, что ему всё сходит с рук, что он обращается с людьми как с животными, для него нет моральных ценностей. Сначала они выматывают Вульфа, гоняя его по городу, потом он оказывается посреди пустыни, откуда его забирает вертолёт. Затем они имитируют аварийную ситуацию на вертолёте - надо прыгать, а парашют один. Джейсон крадёт любимую обезьянку Вульфа, с которой он общается ночью, и Вульф бежит за обезьяной и Джейсоном через весь павильон в намеченный пункт на крыше здания, где его снимают скрытые камеры. Там Вульф признаётся в своём поступке. Внизу собрались вся пресса, родители Джейсона, работники студии, Кейли.
Президент компании уволил Марти Вульфа, вместо него фильм сняла его помощница, ставшая подругой для Джейсона. В главной роли снялся бывший водитель Марти — Фрэнк, который оказался талантливым актёром.

## В ролях
| Актёр              | Роль                                                     |
| ------------------ | -------------------------------------------------------- |
| Фрэнки Муниз       | Джейсон Шепард                                           |
| Пол Джаматти       | Марти Вульф                                              |
| Аманда Байнс       | Кэйли                                                    |
| Аманда Детмер      | Монти Киркхэм (помощница Марти Вульфа)                   |
| Дональд Фэйсон     | Фрэнк Джексон (водитель, актёр, уволенный Марти Вульфом) |
| Сандра О           | учительница Джейсона в школе                             |
| Расселл Хорнсби    | начальник Марти Вульфа, президент его студии             |
| Майкл Брайан Френч | Гарри Шепард (отец Джейсона)                             |
| Кристин Туччи      | Кэрол Шепард (мама Джейсона)                             |
| Мартин Клебба      | целующийся бандит (в титрах не указан)                   |
| Джон Гэйтинс       | буксирщик Джордж                                         |